# Fraxinus ornus
Pour les articles homonymes, voir Orne.
Espèce
Classification phylogénétique
Répartition géographique
Fraxinus ornus, le Frêne à fleurs ou Orne , parfois appelé Frêne à manne, ou Frêne orne, plus rarement Orne d'Europe, est une espèce de plantes à fleurs de la famille des Oléacées. C'est un arbre trouvé en Europe et en Asie.
Autres noms communs : frêne à manne, orne à manne, frêne orne, orne d'Europe.

## Description
Le frêne à fleurs est un arbre de petite taille (7 à 10 mètres de haut) originaire du Sud de l'Europe. Son écorce grisâtre et lisse le distingue de son « cousin » méditerranéen, le Frêne oxyphylle (Fraxinus angustifolia).
Il possède des feuilles composées de 20 à 30 cm de long avec 5 à 9 folioles de 5 à 10 cm de long et 2 à 4 cm de large, à bord finement dentelé et ondulé, et des pétioles de 5-15 mm de long. Les bourgeons sont cendrés.

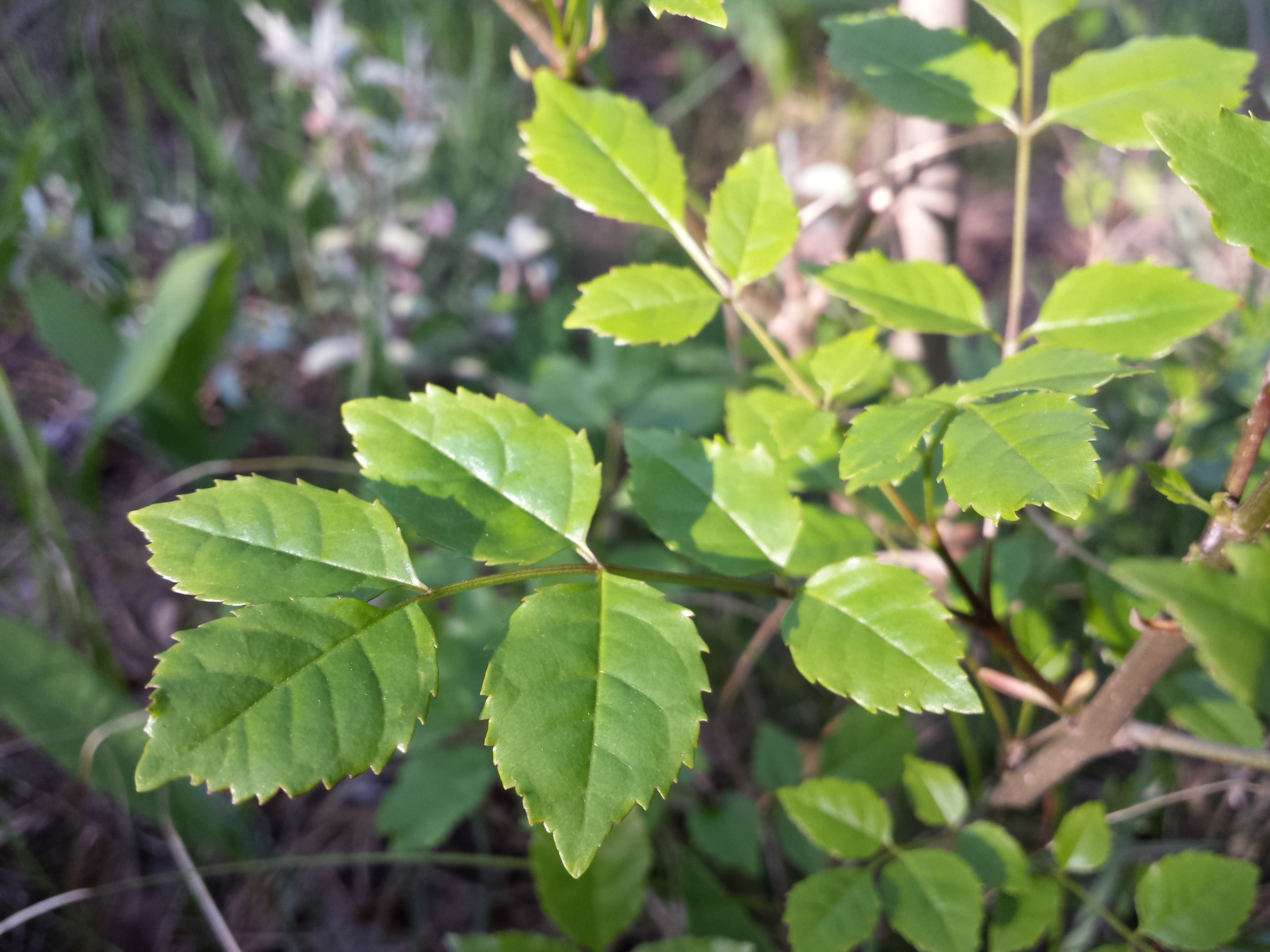
Feuilles.
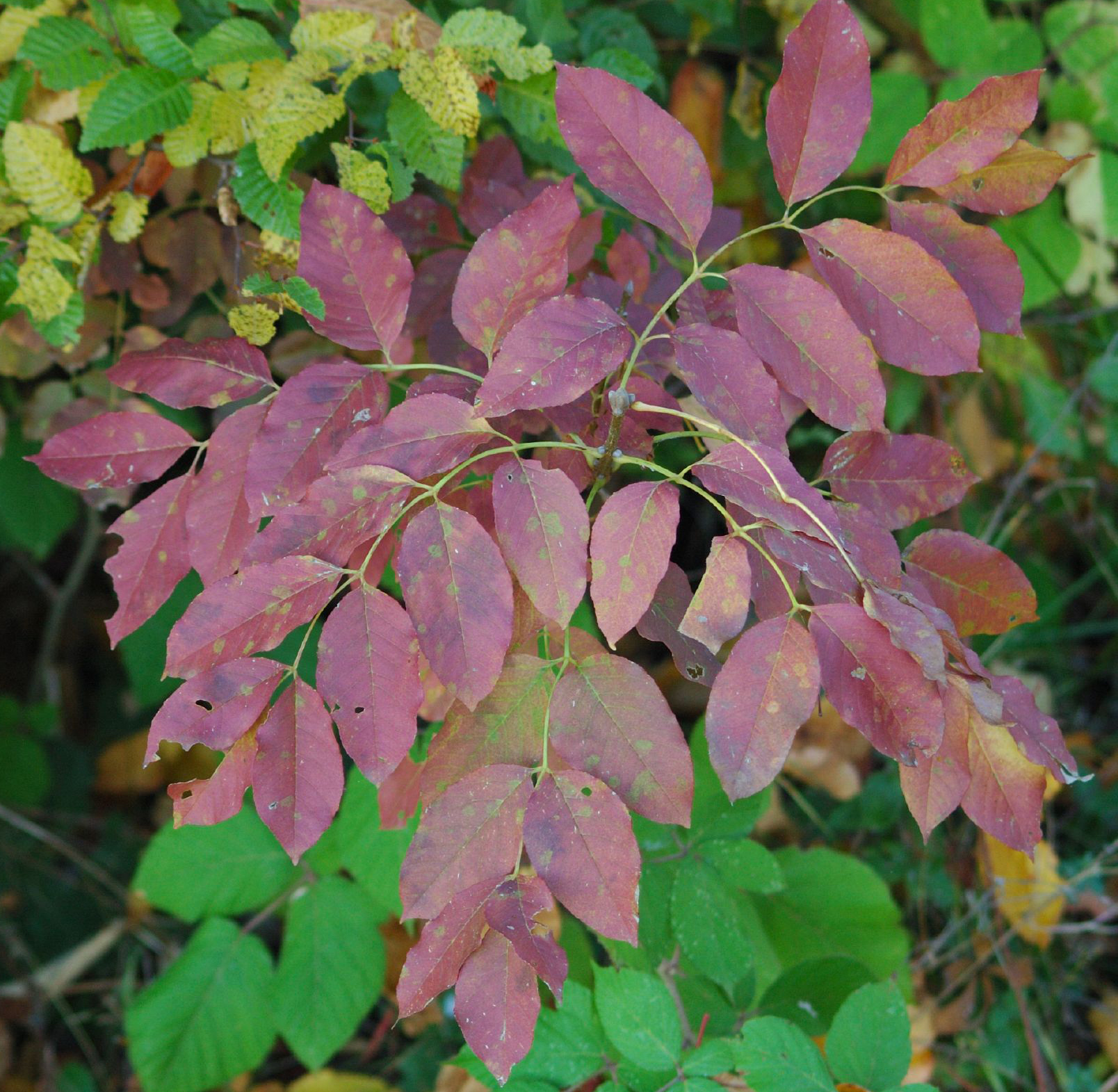
Feuilles en automne.
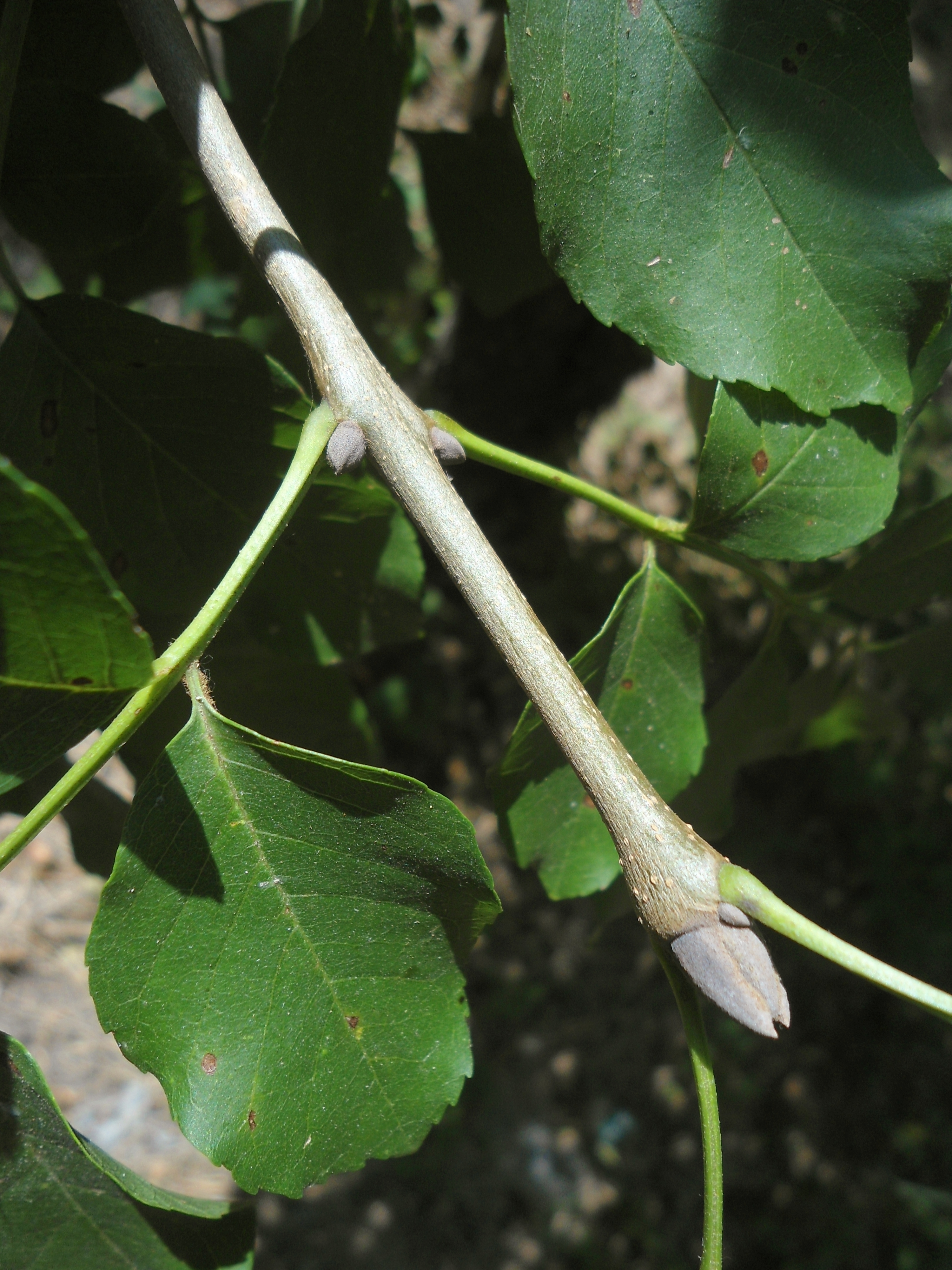
Bourgeon.
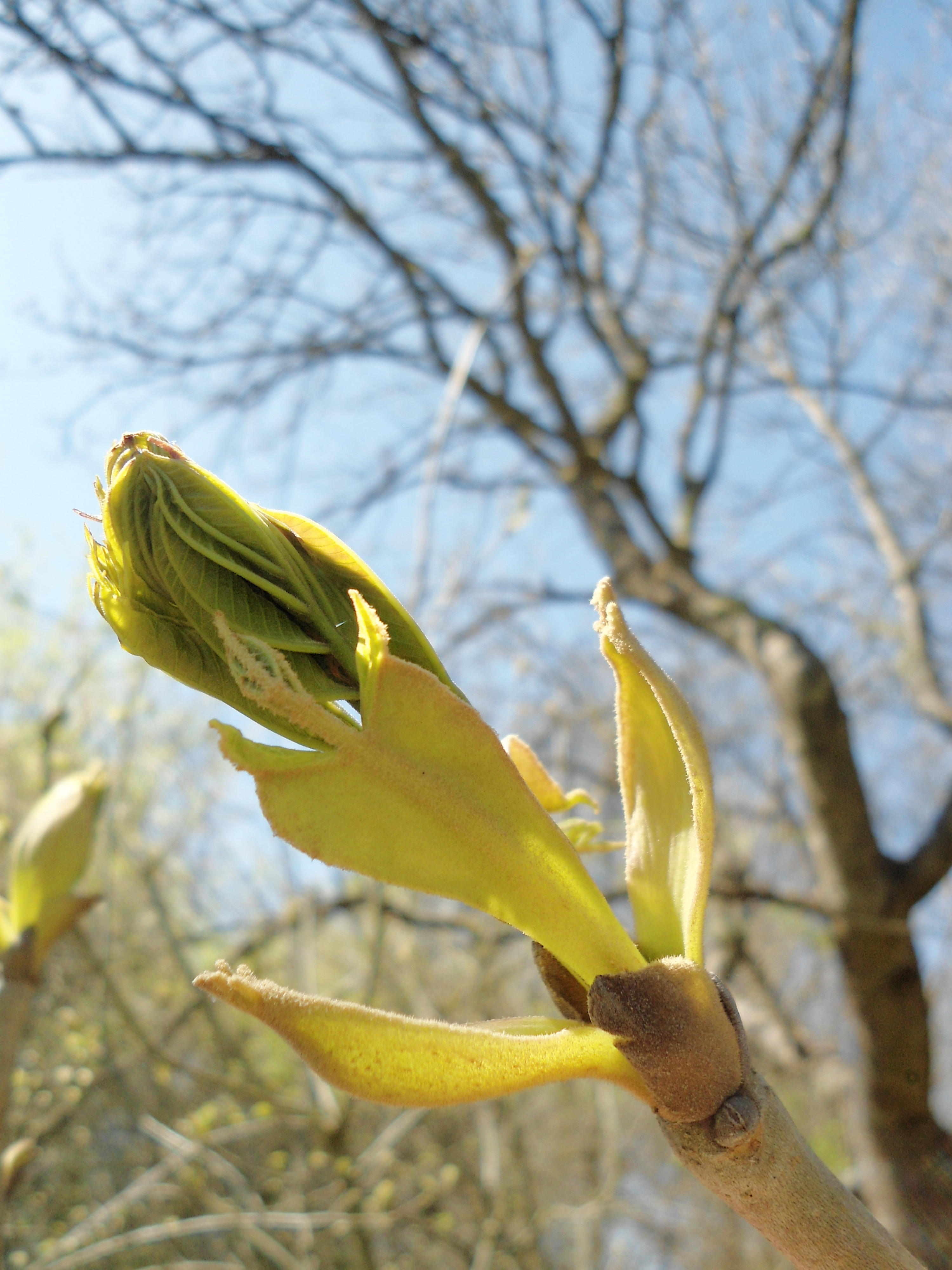
Bourgeon s'épanouissant.

La période de floraison s'étend d'avril à juin. Sa floraison blanche odorante qui apparaît en même temps que les feuilles lui confère une beauté remarquable au printemps. Les fleurs, à quatre minces pétales blanc crème de 5-6 mm de long, sont produites en denses panicules de 10-20 cm de long au milieu du printemps.

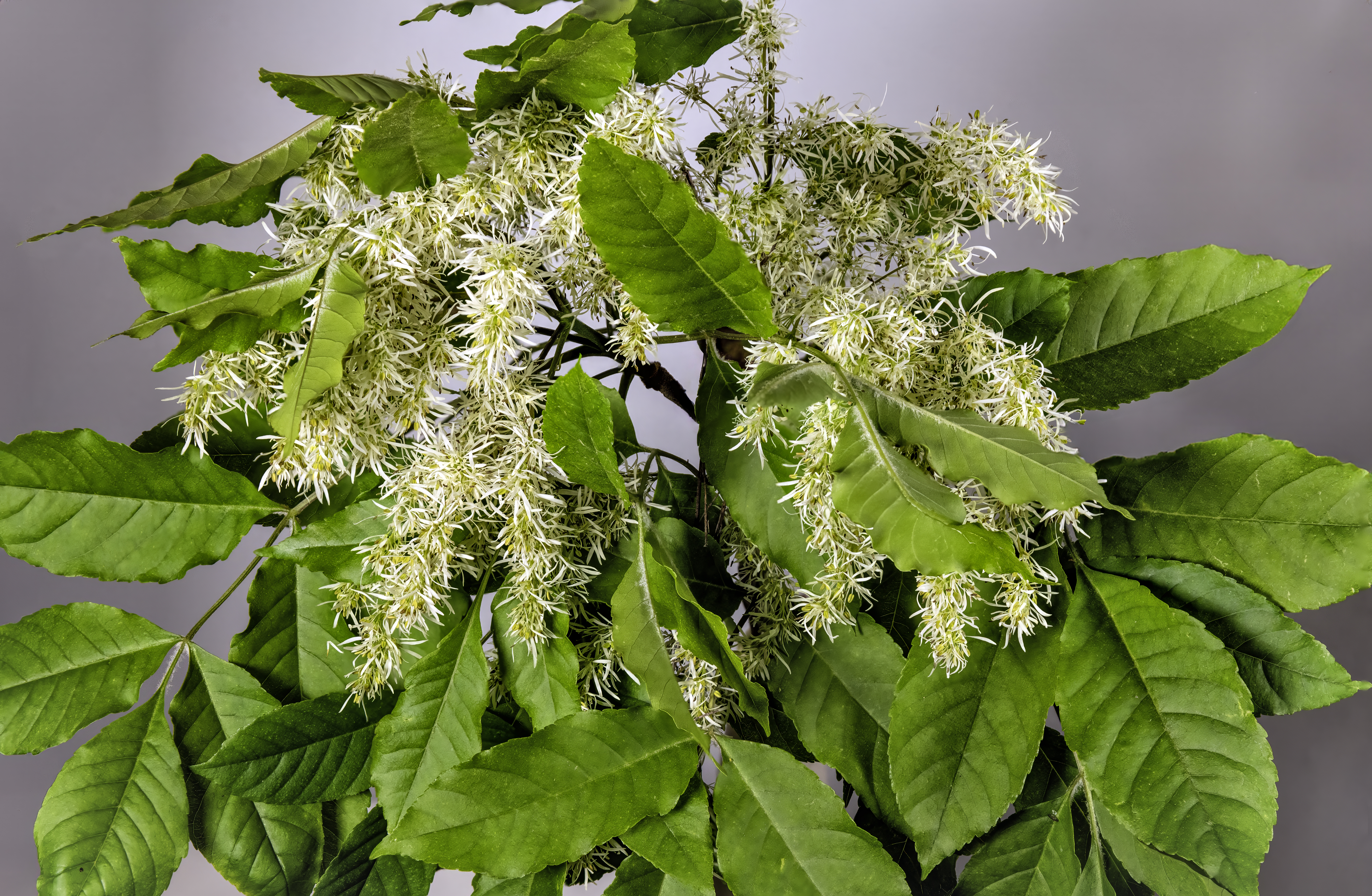
inflorescence.
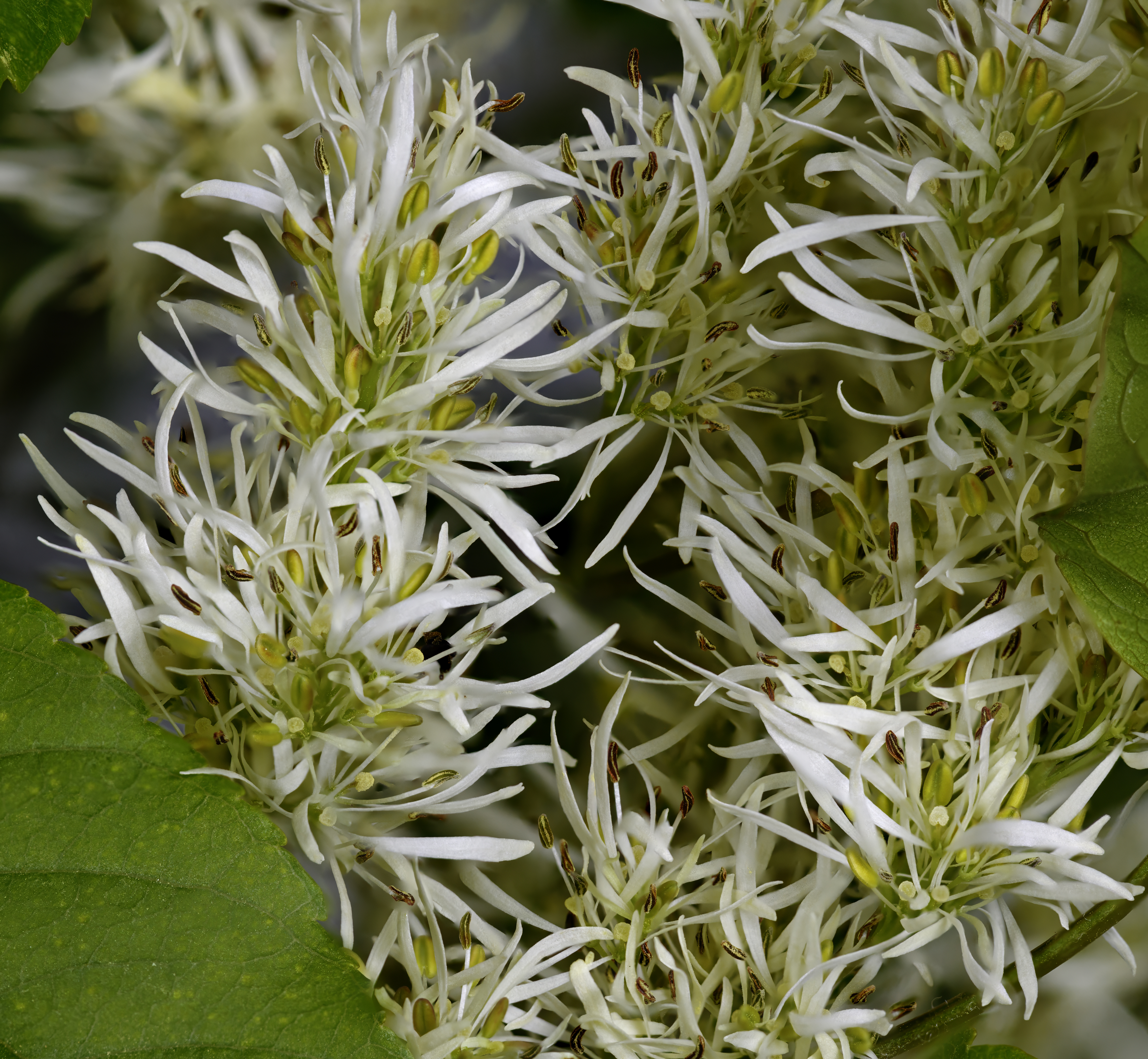
Fleurs.

### Caractéristiques
Organes reproducteurs
- Type d'inflorescence : racème de racèmes
- Répartition des sexes : androdioécie (fleurs hermaphrodites et fleurs mâles sur des pieds séparés, mais pas de fleurs femelles seules) ; dioécie fonctionnelle.
- Type de pollinisation : entomogame
- Période de floraison : avril-mai

Graine
- Type de fruit : samare
- Mode de dissémination : anémochore (dispersion par le vent)

Fruits (samares)
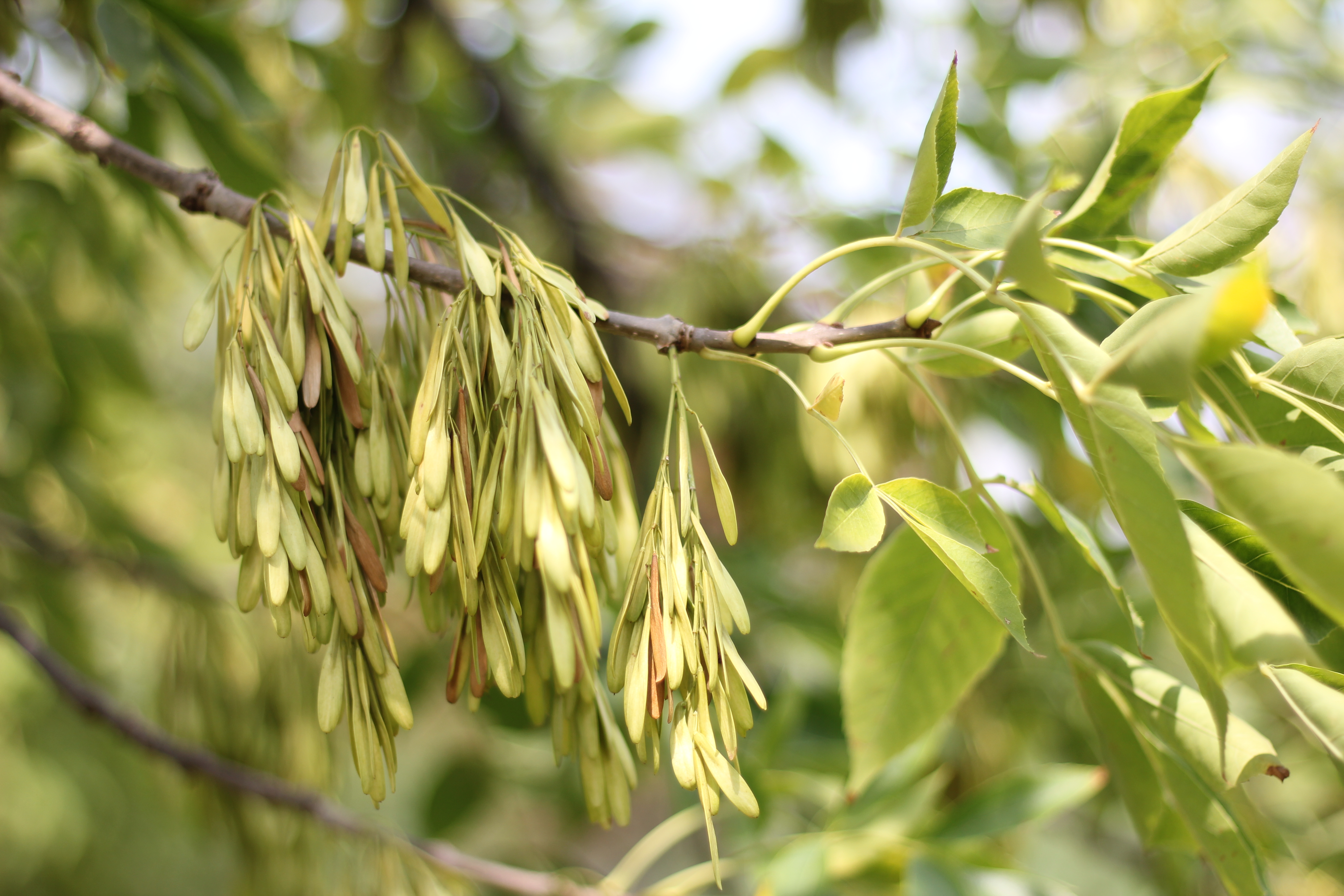
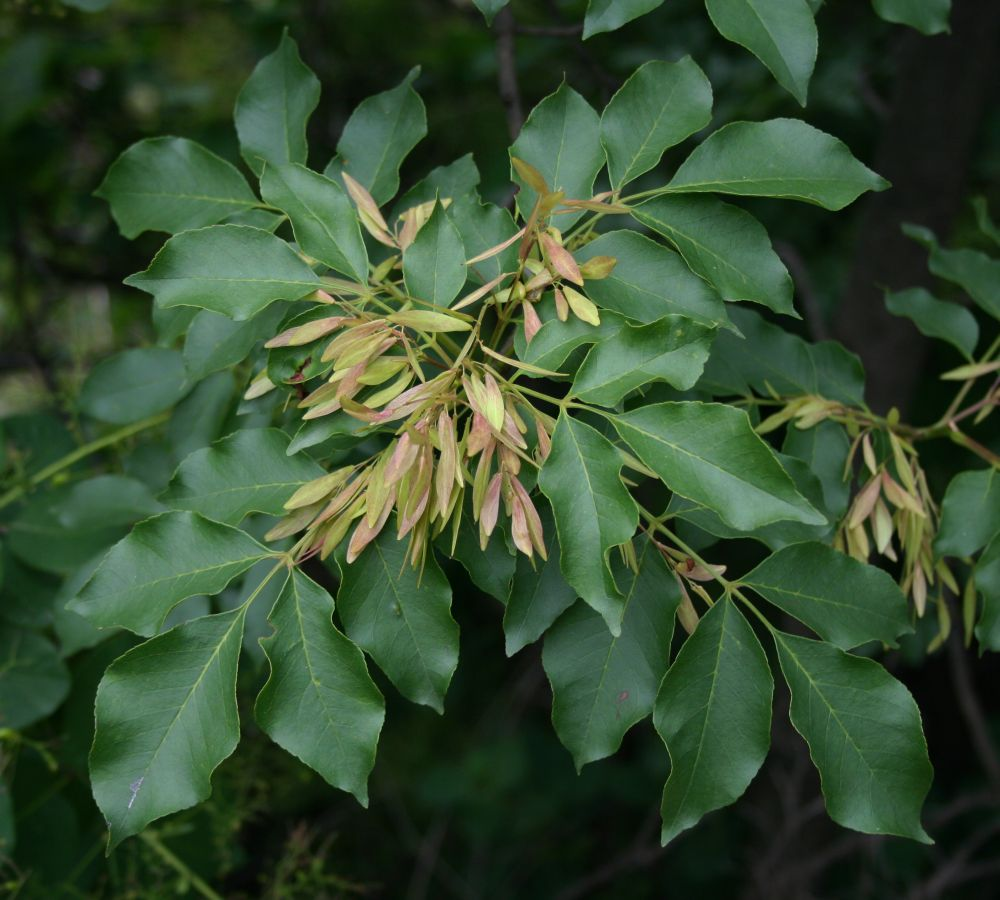

## Habitat et répartition
Ce petit arbre à feuilles caduques supporte remarquablement la sécheresse. Il pousse sur des pentes arides, depuis le littoral jusqu'à des altitudes de 1 400 m environ. On peut aussi le trouver dans des fonds de vallons, mais une bonne luminosité lui est plus favorable pour croître.
Le frêne à fleurs est présent dans le bassin méditerranéen, de l'Espagne au Liban ainsi que dans le sud-ouest de l'Asie. En France, il n'est spontané qu'en Corse et dans les Alpes maritimes. Toutefois, on le rencontre parfois disséminé dans quelques stations du sud-est de la France où il a probablement été introduit et se régénère naturellement.

## Utilisations

### Réglementation
Par un arrêté du 4 septembre 2020, l'État français donne l'obligation aux distributeurs et vendeurs de frênes d'informer leurs clients, via un étiquetage spécifique, du potentiel allergisant de leur pollen. Cet arrêté mentionne trois espèces de frênes : le Frêne commun, le Frêne à fleurs et le Frêne à feuilles étroites,,.

### Remède
Un sucre est extrait de la sève en faisant une coupe dans l'écorce. Au Moyen Âge, on comparait ce sirop à la manne d'où son surnom de « frêne à manne ».
En pharmacologie, le chimiste Nicolas Lémery écrivait au XVIIe siècle, au sujet de cet exsudat des frênes qui croissent en Calabre et en Sicile : « La manne purge doucement les humeurs bilieuses et séreuses, on s’en sert pour évacuer la pituite du cerveau » (Cours de chymie).
"V'là son cassis qui purge comme de la manne" écrit Balzac dans Le Père Goriot.
Le principal constituant de la manne est un polyol, le D-mannitol qui représente de 40 à 60 % en poids de l'exsudat. Actuellement, en phytothérapie la manne est utilisée comme cathartique (purgatif) et diurétique.

### Culture ornementale
Il est souvent cultivé comme arbre d'ornement en Europe pour ses fleurs décoratives. Certains cultivars sont greffés sur Fraxinus excelsior, avec souvent un changement très visible dans l'écorce au niveau du point de greffe.

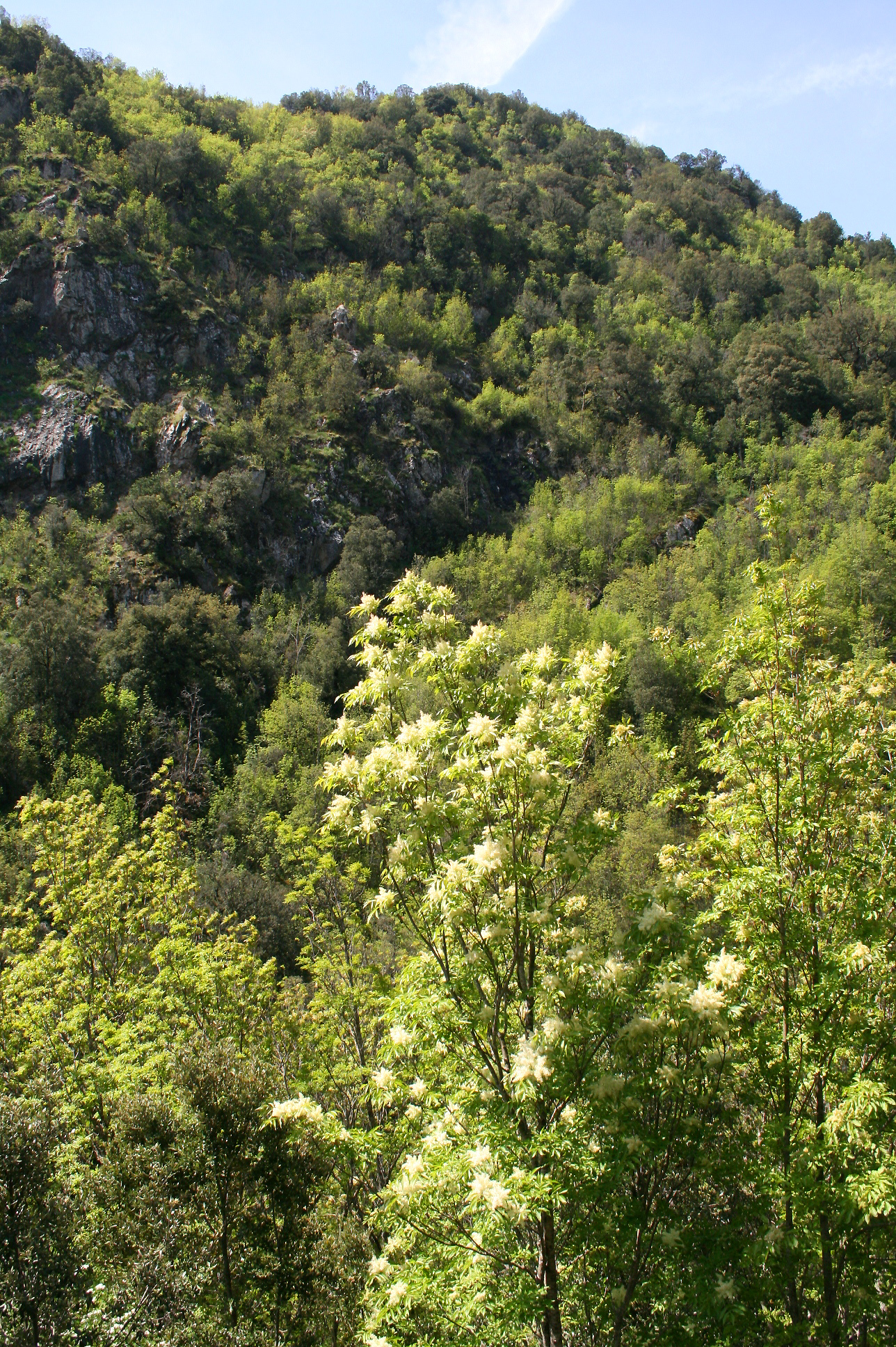
Frênes à fleurs en Corse.
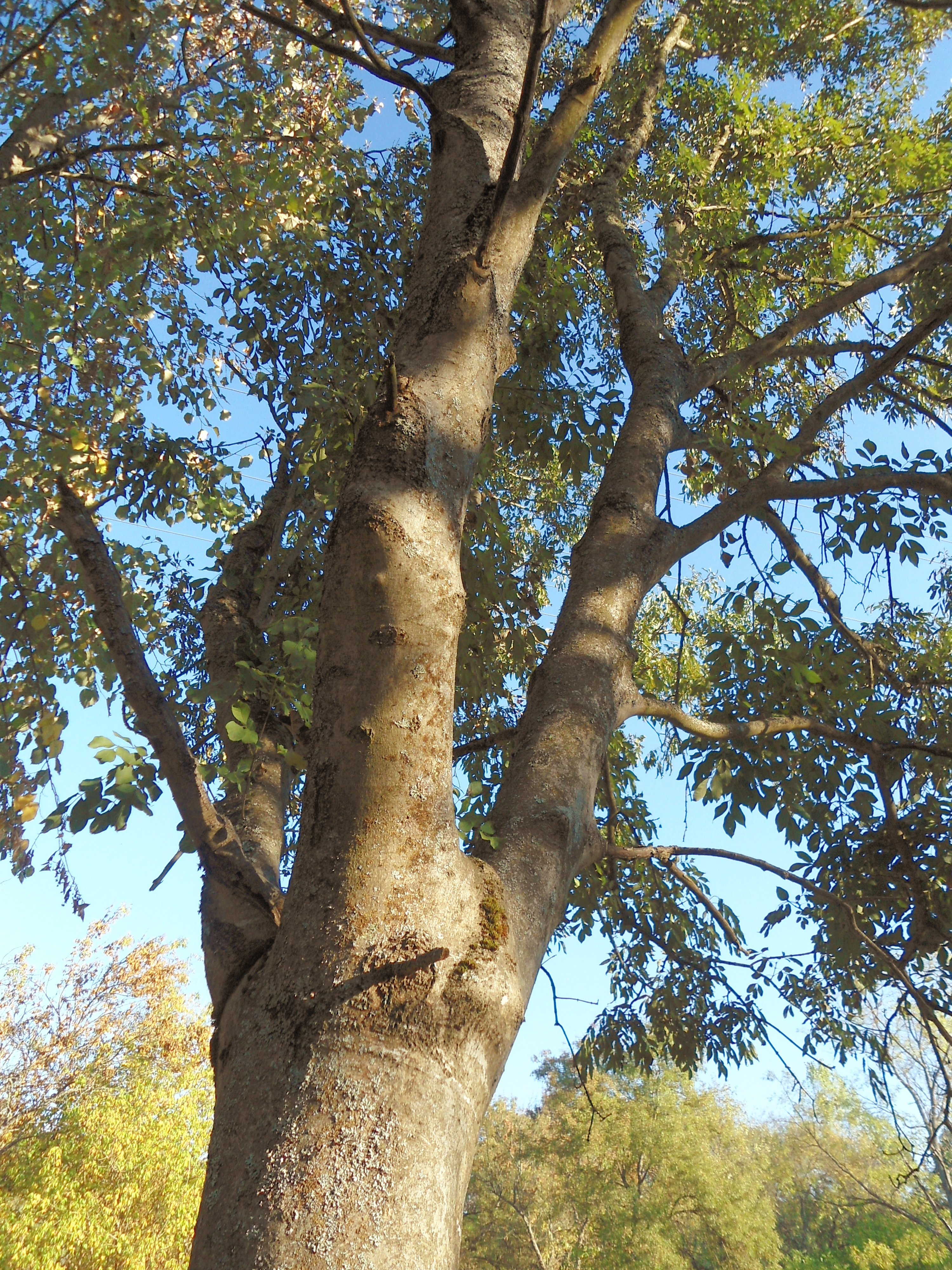
Fraxinus ornus.
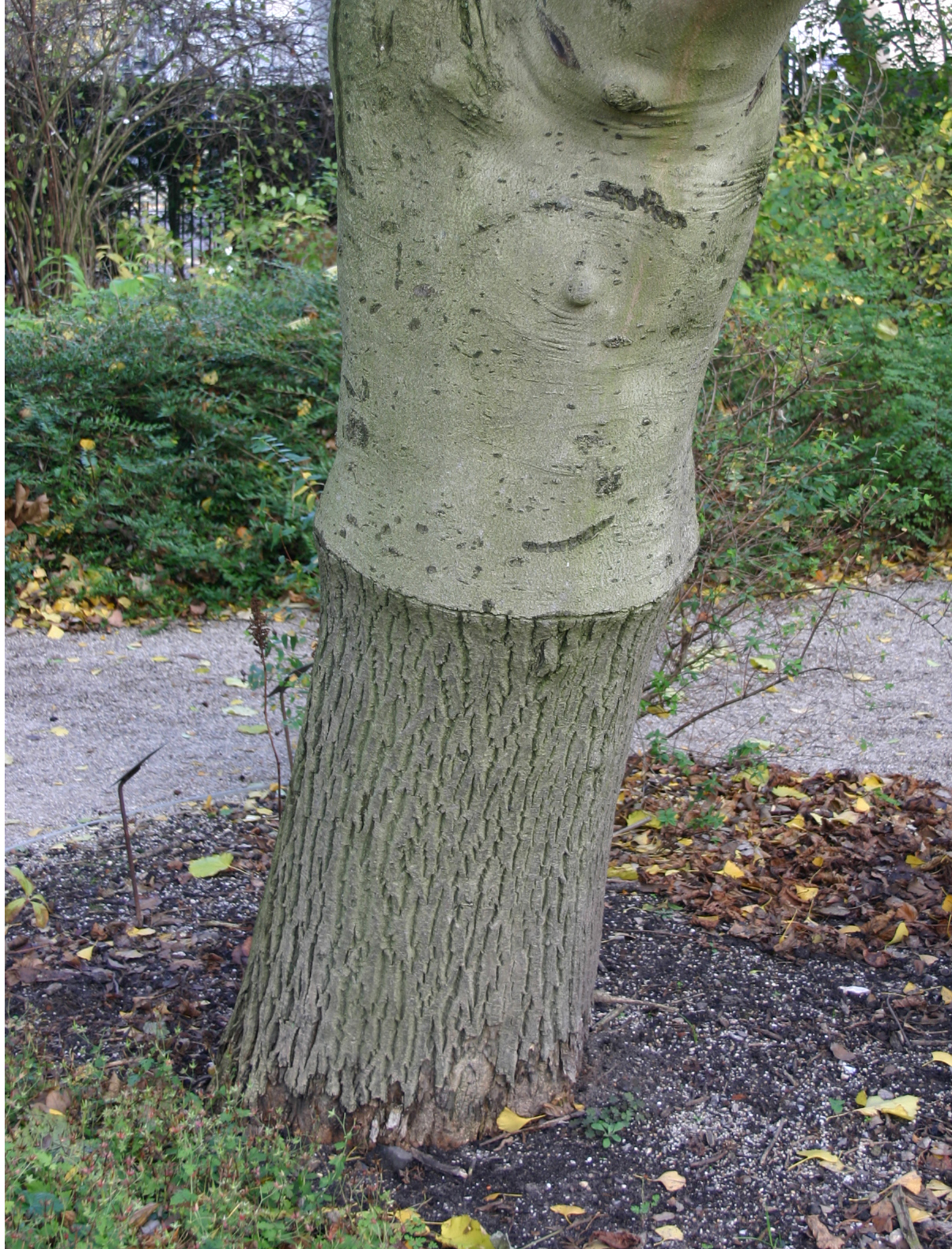
Fraxinus ornus greffé sur Fraxinus excelsior.
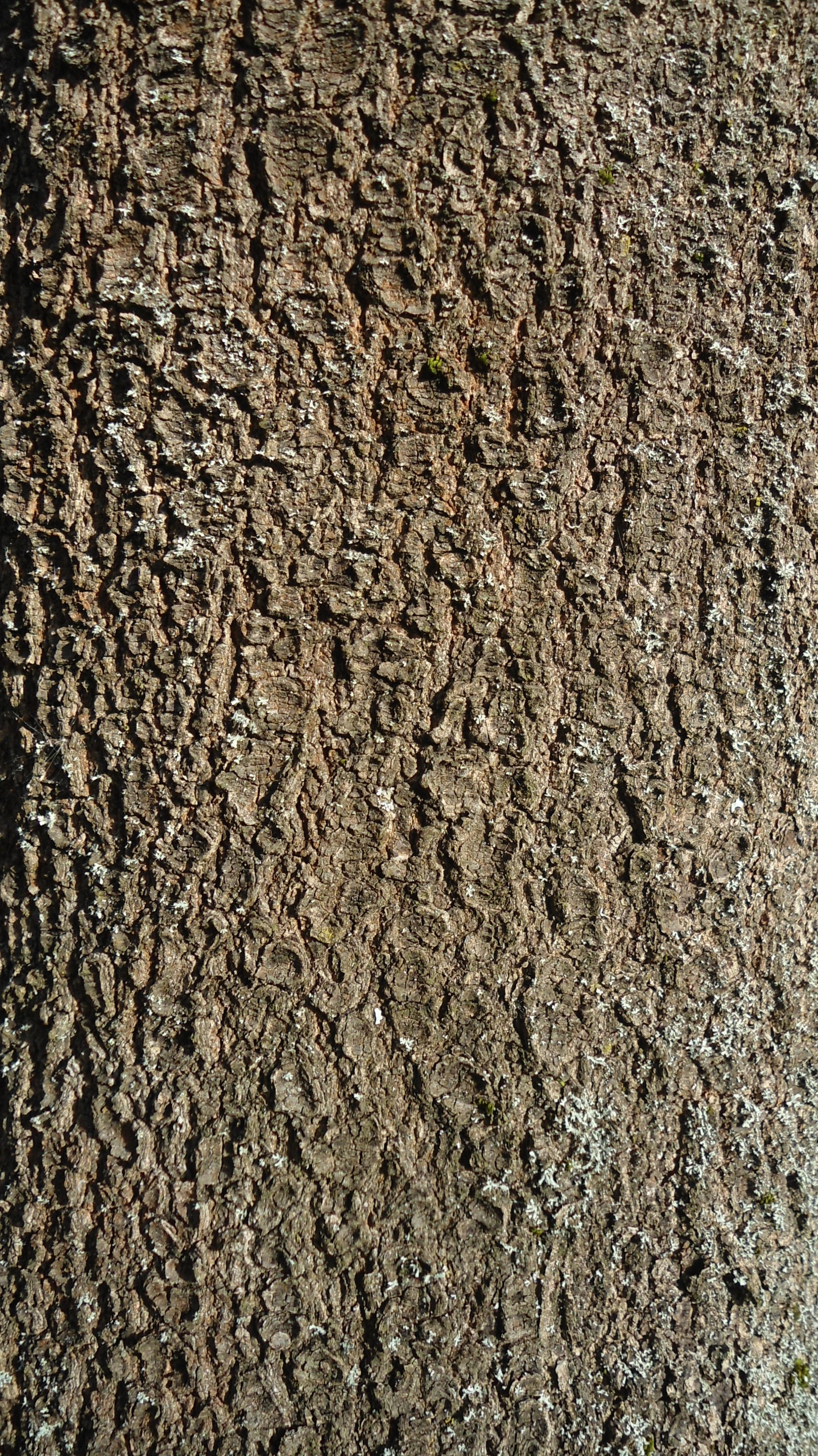
Écorce.
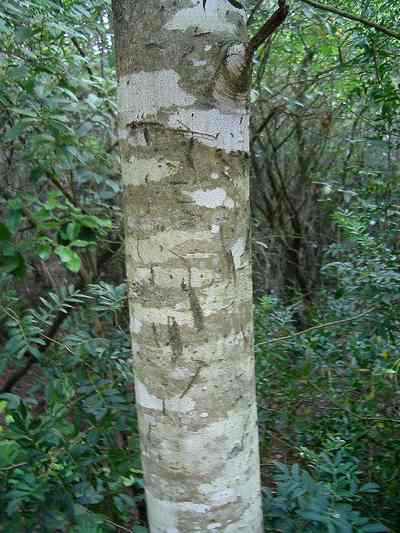
Écorce.

### Source
- Pierre Lieutaghi, Le Livre des arbres, arbustes et arbrisseaux.